# Estació del Soler

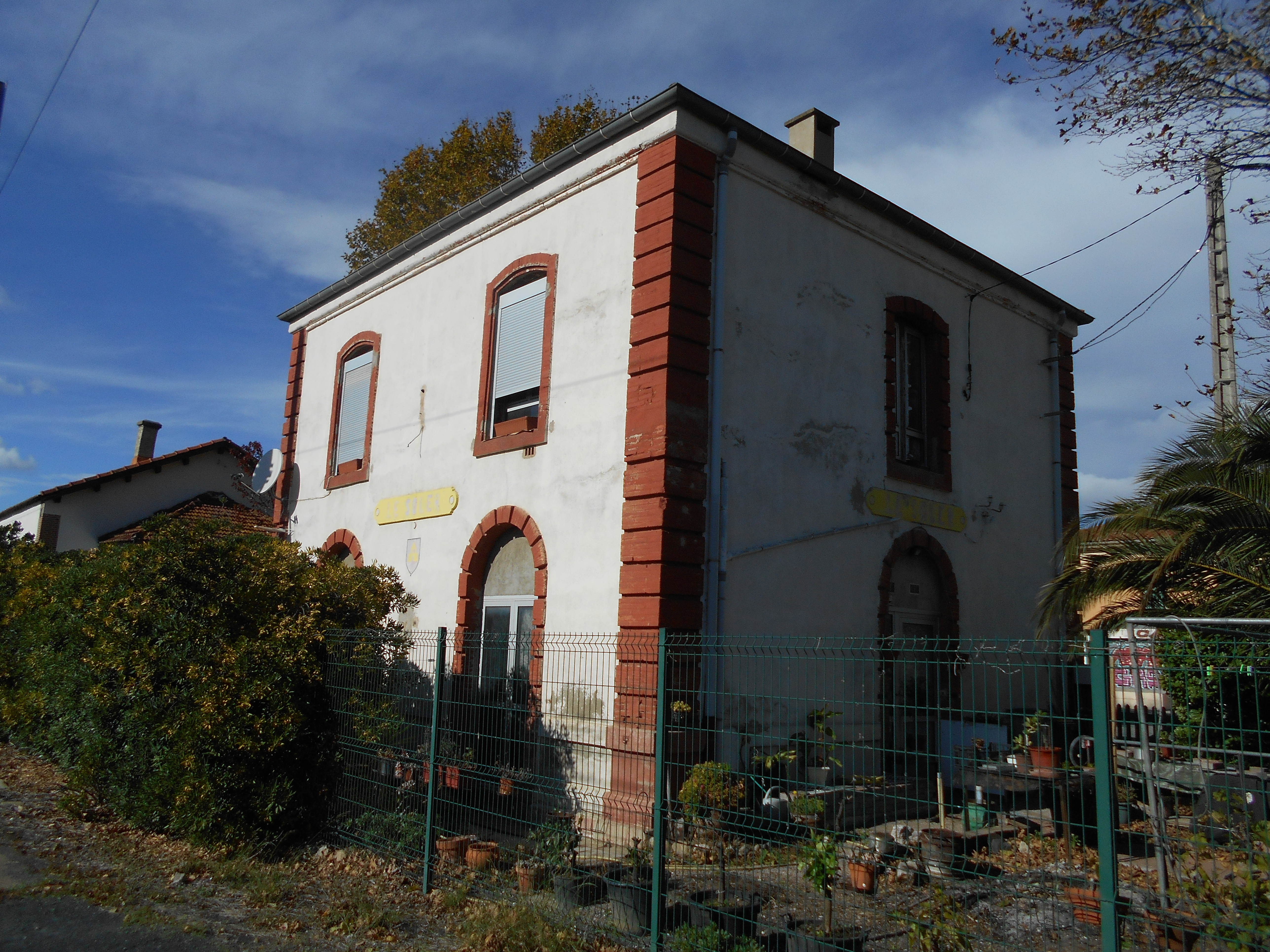
Edifici de l'estació, ara habitatge particular

El Soler (en francès i oficialment Gare du Soler) és una estació de ferrocarril situada a la població del Soler al Rosselló, on s'hi aturen tren regionals de TER d'Occitània de la SNCF. Es troba a la línia Perpinyà - Vilafranca de Conflent i va ser inaugurada el 14 de desembre del 1868 per l'antiga Companyia de ferrocarril de Perpinyà a Prada.
La construcció de l'estació s'aprova el 1963 i la construcció finalitza el 1868 amb l'obertura del traçat de via única entre Perpinyà i Illa. El 1912 s'instal·la catenària a l'estació. El 1959 s'hi canvia el voltatge per garantir la connexió als trens de mercaderies i el 1984 es torna a canviar per igualar-lo amb la línia de Narbona.

## Serveis ferroviaris
| Procedència/Destinació | <                  | Línia | >        | Procedència/Destinació |
| ---------------------- | ------------------ | ----- | -------- | ---------------------- |
| TER d'Occitània        |                    |       |          |                        |
| Vilafranca de Conflent | Sant Feliu d'Avall |       | Perpinyà | Perpinyà               |